# Alcubilla de Avellaneda
Alcubilla de Avellaneda est une ville d'Espagne, dans la communauté autonome de Castille-et-León. Elle est située à l'Ouest de la province de Soria. 